# Tando Velaphi
Tando Yuji Velaphi (Perth, 17 febbraio 1987) è un ex calciatore australiano, di origini zimbabwesi e giapponesi, di ruolo portiere.

## Carriera

### Club
Dopo aver fatto parte dell'AIS, ha iniziato la sua carriera professionistica al Perth Soccer Club debuttando in A-League alla 20ª giornata, nell'incontro fra Queensland Roar e Melbourne Victory al Docklands Stadium.

### Nazionale
È stato membro della nazionale Under-20 australiana e della selezione Under-23.

## Palmarès
- Premier's Plate: 1

Perth Glory: 2018-19